# Dolmades
Dolmades (nwgr. ντολµάδες, l.p. ντολμάς dolmas) – potrawa z mięsa i ryżu, charakterystyczna dla kuchni: greckiej, tureckiej i azerskiej.

## Charakterystyka
Oprócz mięsno-ryżowej, istnieją również tradycyjne wersje z samym ryżem, wtedy zawierają również dodatki jak np. posiekaną cebulę, czosnek, orzeszki piniowe albo rodzynki, oraz inne przyprawy niż wersja mięsna. Rodzaj gołąbków, podobnie jak w Polsce podawanych na ciepło i z sosem, jednak mięso w tamtejszych gołąbkach jest pochodzenia jagnięcego, a całość zawinięta w liście winogron, co sprawia, że gołąbki te są mniejsze. Wersja bez mięsa jest często i chętnie podawana na zimno jako przekąska, wtedy z sosem oliwkowo-cytrynowym, na greckich bufetach zwanych meze. Jest również sprzedawana jako wersja puszkowa w sklepach delikatesowych na całym świecie. 
Nazwa dolmades jest nazwą grecką, są znane także w innych krajach bałkańskich i zachodnioazjatyckich pod innymi nazwami.
W Grecji znana jest również kapuściana wersja tej potrawy, bardziej przypominająca polskie gołąbki – lachano dolmades.

## Wpis na listę UNESCO
W 2017 roku azerskie dolmy zostały wpisane na listę niematerialnego dziedzictwa UNESCO.